# Halecium flexum
Halecium flexum är en nässeldjursart som beskrevs av John Fraser 1938. Halecium flexum ingår i släktet Halecium och familjen Haleciidae. Inga underarter finns listade i Catalogue of Life.